# Quararibea bilobata
Quararibea bilobata är en malvaväxtart som beskrevs av André Georges Marie Walter Albert Robyns. Quararibea bilobata ingår i släktet Quararibea och familjen malvaväxter. Inga underarter finns listade i Catalogue of Life.